# Mouton de Laine
Mouton de Laine ist eines der Hauptwerke des französischen Künstlers François-Xavier Lalanne. Die 1965 geschaffene Arbeit besteht aus 24 aus Aluminium, Holz und Schaffell gefertigten Schafen, die als Sitzmöbel konzipiert waren. Sie stehen im Grenzbereich zwischen Kunst- und Designobjekt.

## Beschreibung
Lalanne schuf aus Aluminium, Holz und Schaffell zunächst ein einzelnes stehendes Schaf als Sitzmöbel. Schon bald kam ihm die Idee eine ganze Schafherde zu kreieren. Diese Schafherde Un Troupeau de 24 Moutons  bestand aus sieben weißen Schafen, einem schwarzen Schaf und 16 weißen grasenden Schafen. Bei diesen so genannten grasenden Schafen handelt es sich um Schafe ohne Kopf – es sind mit Schaffell bezogene Hocker, die lediglich die Füße der Tiere aufweisen. Lalanne erschien es geistreich, mit einer ganzen Schafherde im Wohnzimmer das Landleben nach Paris zu holen. Zudem seien Skulpturen von Schafen einfacher zu handhaben als lebende Schafe und sie erfüllten zudem als Sitzmöbel einen praktischen Zweck. Ursprüngliche hatte Lalanne der Schafherde den Titel Pour Polypheme (deutsch: Für Polyphem) gegeben. Polyphem, ein Zyklop aus der griechischen Mythologie, spielt eine wichtige Rolle in der Odyssee von Homer. Polyphem hält Odysseus und seine Männer in einer Höhle gefangen, aus der sie schließlich – unter den Bäuchen von Schafen gebunden – flüchten können. Der Titel Mouton de Laine ist eine Verdrehung des Begriffs Laine de Mouton (Schafwolle).

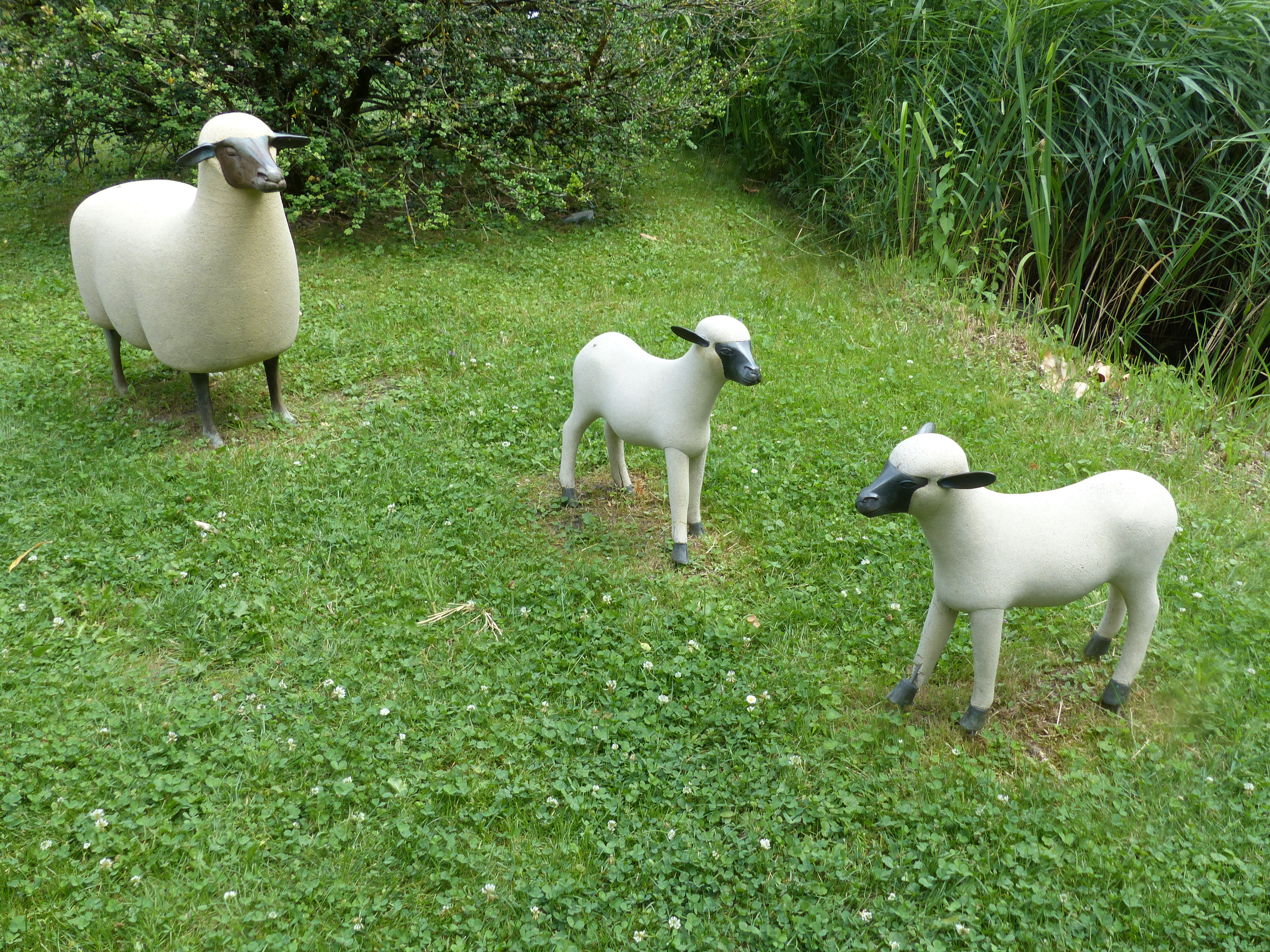
François-Xavier Lalanne: Moutons. Epoxidbeton und Bronze, Fondation Pierre Gianadda

Die Mouton de Laine zeigte Lalanne erstmals 1965 in der Ausstellung Salon de la Jeune Peinture in Paris. Der Kritiker Otto Hahn schrieb über die Ausstellung Anfang 1966 in der französischen Zeitschrift L’Express, es sei dort nichts Bemerkenswertes zu sehen gewesen, einzig die Schafherde von Lalanne hob er lobend hervor. Im April 1966 schrieb Edouard Roditi im New Yorker Arts Magazine über Lalannes Schafherde und verglich diese Arbeit mit Gemälden von René Magritte. Nachdem 1967 im amerikanischen Magazin Life die Arbeit Mouton de Laine abgebildet wurde, erlangte die Schafherde internationale Bekanntheit. Lalanne ließ daraufhin mehrere Serien dieser Schafe produzieren und bekannte Persönlichkeiten wie Gunter Sachs oder Yves Saint Laurent schmückten mit diesen Möbelstücken ihre Wohnungen. 2014 erzielte eine komplette Schafherde Un Troupeau de 24 Moutons  im Auktionshaus Christie’s in New York einen Preis von 5.682.500 US-Dollar. Die Werkgruppe kam aus der Sammlung von Edmund Carpenter und seiner Frau Adelaide de Menil, Tochter von Dominique de Ménil. Das Sammlerpaar hatte die Schafherde 1976 in der Galerie von Alexander Iolas erworben.
Als Skulptur für den Außenbereich ließ Lalanne Variationen des Motivs in Epoxidbeton und Bronze fertigen. Eine solche zwischen 1977 und 1988 gefertigte Schafherde befindet sich beispielsweise in der Fondation Pierre Gianadda in Martigny.